# Fluorid rutheniový
Fluorid rutheniový je chemická sloučenina se vzorcem RuF6. Je to tmavě hnědá látka s teplotou tání 54 °C.

## Příprava
Fluorid rutheniový lze připravit zahříváním kovového ruthenia v proudu fluoru a argonu na teplotu 400–450 °C. Výtěžek se pohybuje okolo 10 %.
Ru + 3 F2 → RuF6

## Struktura
Fluorid rutheniový krystaluje v kosočtverečné prostorové grupě Pnma. Geometrie molekuly je oktaedrická, s délkou vazby Ru-F 1,818 Å.